# Ingoyghem Military Cemetery
Ingoyghem Military Cemetery is een Britse militaire begraafplaats met gesneuvelden uit de Eerste- en Tweede Wereldoorlog, gelegen in het Belgische dorp Ingooigem, een deelgemeente van Anzegem. De begraafplaats werd ontworpen door William Cowlishaw en ligt aan de Pastoor Verrieststraat, 230 m ten noorden van de Sint-Antonius Abtkerk. Ze heeft een driehoekig grondplan en is omgeven door een lage bakstenen muur. Het Cross of Sacrifice staat tegen de noordoostelijke muur.
De begraafplaats wordt onderhouden door de Commonwealth War Graves Commission.

## Geschiedenis
De begraafplaats werd aangelegd door Duitse troepen die dit gebied bijna de hele oorlog bezet hielden. Het dorp werd op 25 oktober 1918 bevrijd door de 9th (Scottish) Division.
Er worden 145 doden herdacht. Daarvan zijn 85 Britten (waaronder 31 niet geïdentificeerde), 3 Canadezen en 54 Duitsers (waarvan slechts 3 geïdentificeerd konden worden) uit de Eerste Wereldoorlog. De Commonwealth doden sneuvelden bijna allemaal in oktober 1918 tijdens het geallieerde eindoffensief. Vijf van hen worden herdacht met Special Memorials omdat hun graven niet meer teruggevonden werden en men vermoedt dat ze onder naamloze grafzerken liggen. 
Er liggen ook 3 gesneuvelde Britten uit de Tweede Wereldoorlog waaronder 1 niet geïdentificeerde. Zij stierven tijdens de Leieslag in mei 1940.

## Onderscheiden militairen
- soldaat R. Shackleton en sergeant Edward Young ontvingen de Distinguished Conduct Medal (DCM). Laatstgenoemde verkreeg ook de Military Medal (MM).
- korporaal A. Cathro, schutter S. Hutchinson en soldaat F. Lane ontvingen de Military Medal (MM).

Deze begraafplaats werd in 2009 als monument beschermd.